# Robert Esche
Robert Esche (ur. 22 stycznia 1978 w Whitesboro, Nowy Jork) – amerykański hokeista, reprezentant USA, olimpijczyk. Działacz hokejowy.

## Kariera
- Detroit Whalers (1995–1997)
- Plymouth Whalers (1997–1998)
- Phoenix Coyotes (1998–2002)
  -  Springfield Falcons (1998–2001)
  -  Houston Aeros (1999)
- Philadelphia Flyers (2002–2007)
- Ak Bars Kazań (2007–2008)
- SKA Sankt Petersburg (2008–2010)
- Dynama Mińsk (2010–2011)
- SCL Tigers (2011–2012)

Zawodową karierę Esche zaczynał w Phoenix Coyotes, skąd przeniósł się do Philadelphia Flyers w 2002 roku razem z Michalem Handzušem za Briana Bouchera i wybór w trzeciej rundzie draftu. W 2003 został uhonorowany wraz z Romanem Čechmánkiem i Martinem Brodeurem nagrodą William M. Jennings Trophy. W 2007 przeniósł się do rosyjskiego Ak Barsu Kazań, z którym wywalczył Puchar Kontynentalny w edycji 2007/2008 (wybrano go wówczas najlepszym bramkarzem turnieju finałowego). Po sezonie przeniósł się do SKA Sankt Petersburg, zaś w 2010 trafił do białoruskiego klubu Dynama Mińsk, gdzie występował do końca sezonu 2010/11.
Podczas występów Esche'a w lidze KHL, jego nazwisko, m.in. na koszulce, zapisywane było w j.rosyjskim jedynie przy użyciu dwóch liter („Эш”).
Uczestniczył w turniejach mistrzostw świata w 2000, 2001, 2008, 2009, Pucharu Świata 2004 oraz zimowych igrzysk olimpijskich 2006.
Od 2013 prezydent klubu Utica Comets w lidze AHL.

## Sukcesy
Klubowe

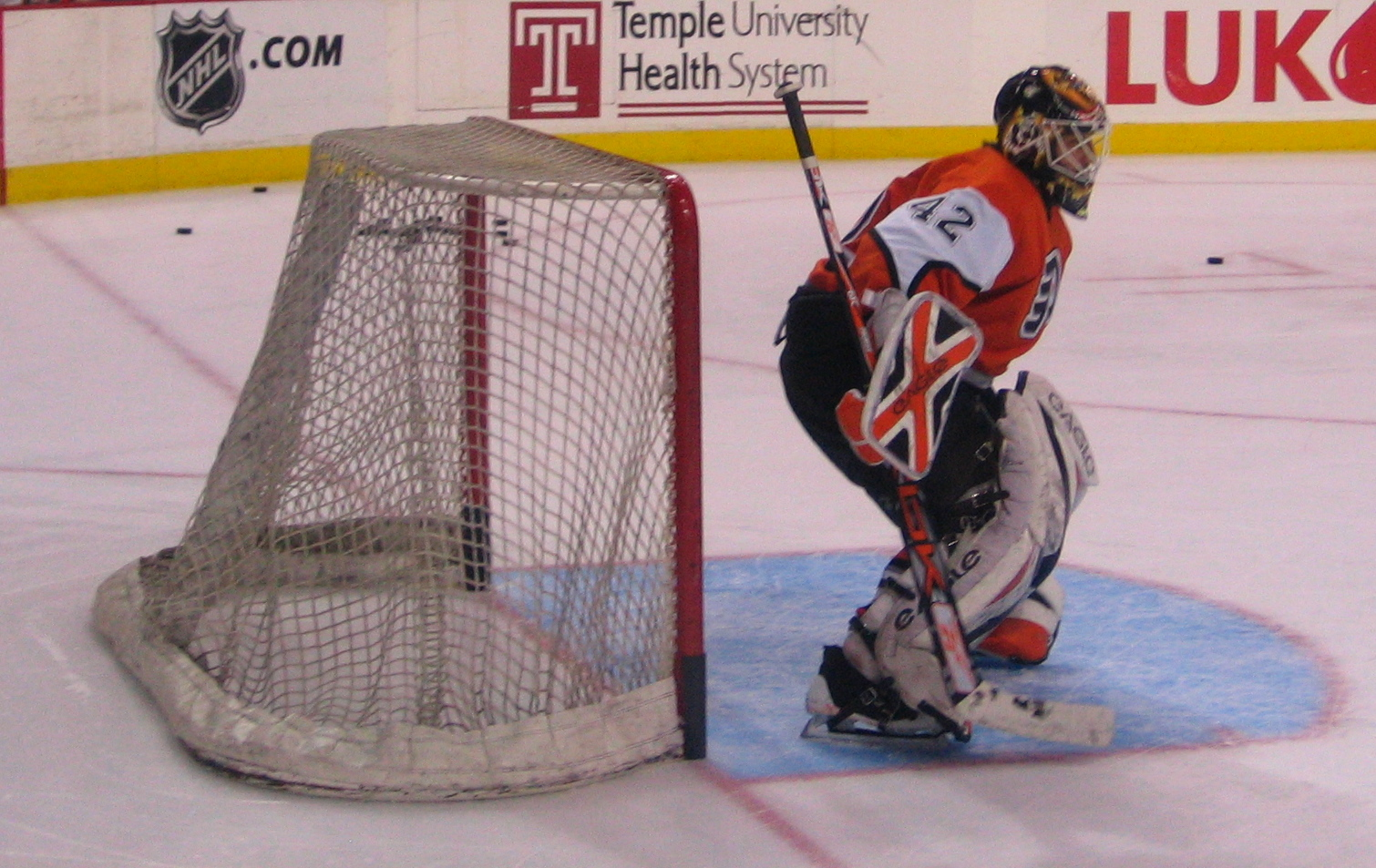
Robert Esche w barwach Philadelphia Flyers (2007)

- Puchar Kontynentalny: 2008 z Ak Barsem Kazań

Indywidualne
- Sezon NHL (2002/2003):
  - William M. Jennings Trophy
- Puchar Kontynentalny 2007/2008
  - Najlepszy bramkarz turnieju finałowego
- Mistrzostwa Świata w Hokeju na Lodzie 2008:
  - Pierwsze miejsce w klasyfikacji skuteczności obron wśród bramkarzy: 93,1%
- Sezon KHL (2008/2009): 
  - Najlepszy bramkarz miesiąca - listopad 2008
  - Mecz Gwiazd KHL
  - Pierwsze miejsce w klasyfikacji meczów bez straty gola w sezonie zasadniczym: 9
- Sezon KHL (2009/2010): 
  - Najlepszy bramkarz miesiąca - styczeń 2010
  - Trzecie miejsce w klasyfikacji meczów bez straty gola w sezonie zasadniczym: 6
  - Pierwsze miejsce w klasyfikacji zwycięstw meczowych bramkarzy w sezonie zasadniczym: 29
- Sezon KHL (2010/2011):
  - Trzecie miejsce w klasyfikacji skuteczności interwencji w fazie play-off: 94,2%
  - Trzecie miejsce w klasyfikacji średniej goli straconych na mecz w fazie play-off: 1,95